# Auto Union 1000
Auto Union 1000 – samochód osobowy klasy średniej produkowany przez niemiecką firmę Auto Union w latach 1958–1963. Dostępny jako: 2-drzwiowe coupé, 2-drzwiowy kabriolet, 3-drzwiowe kombi oraz 2- lub 4-drzwiowy sedan. Następca modelu DKW 3=6. Do napędu użyto dwusuwowego silnika R3 o pojemności jednego litra. Moc przenoszona była na oś przednią poprzez 4-biegową manualną skrzynię biegów. Samochód został zastąpiony przez model DKW F102.
Był eksportowany m.in. do USA, gdzie w 1960 roku kosztował 2301 dolarów.

## Galeria

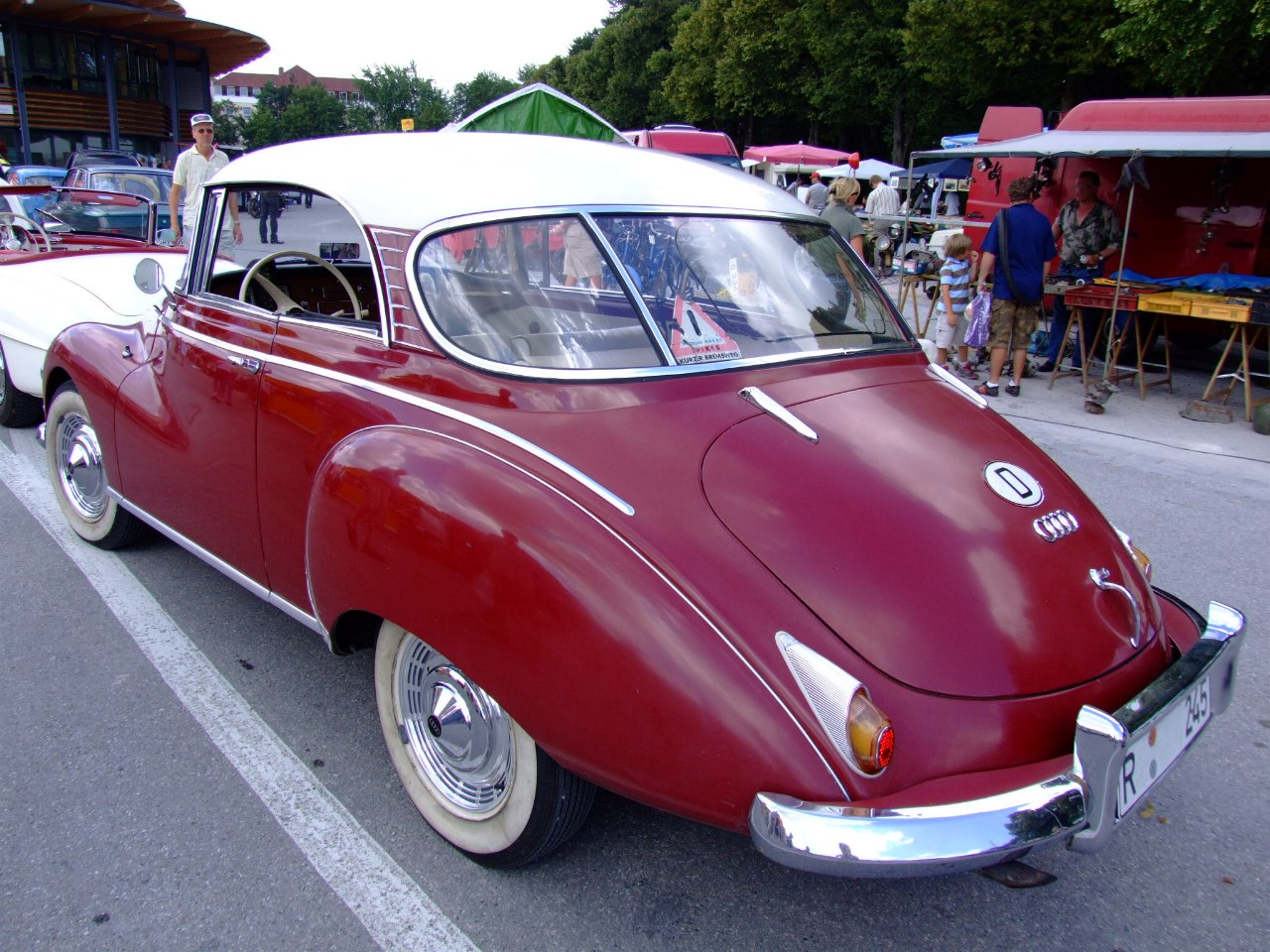
1000S deLuxe
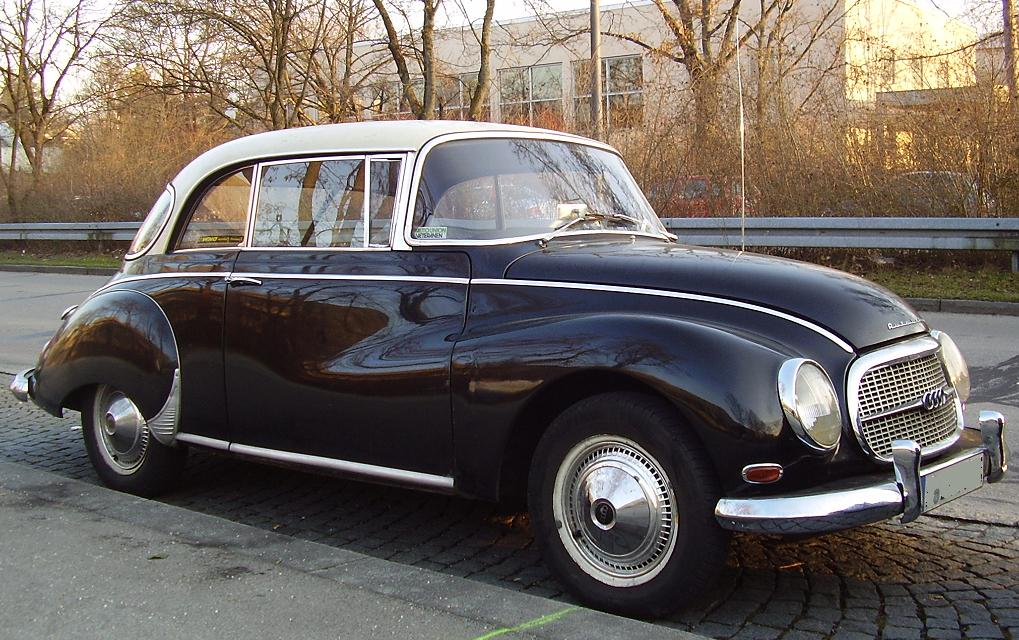
1000 coupé
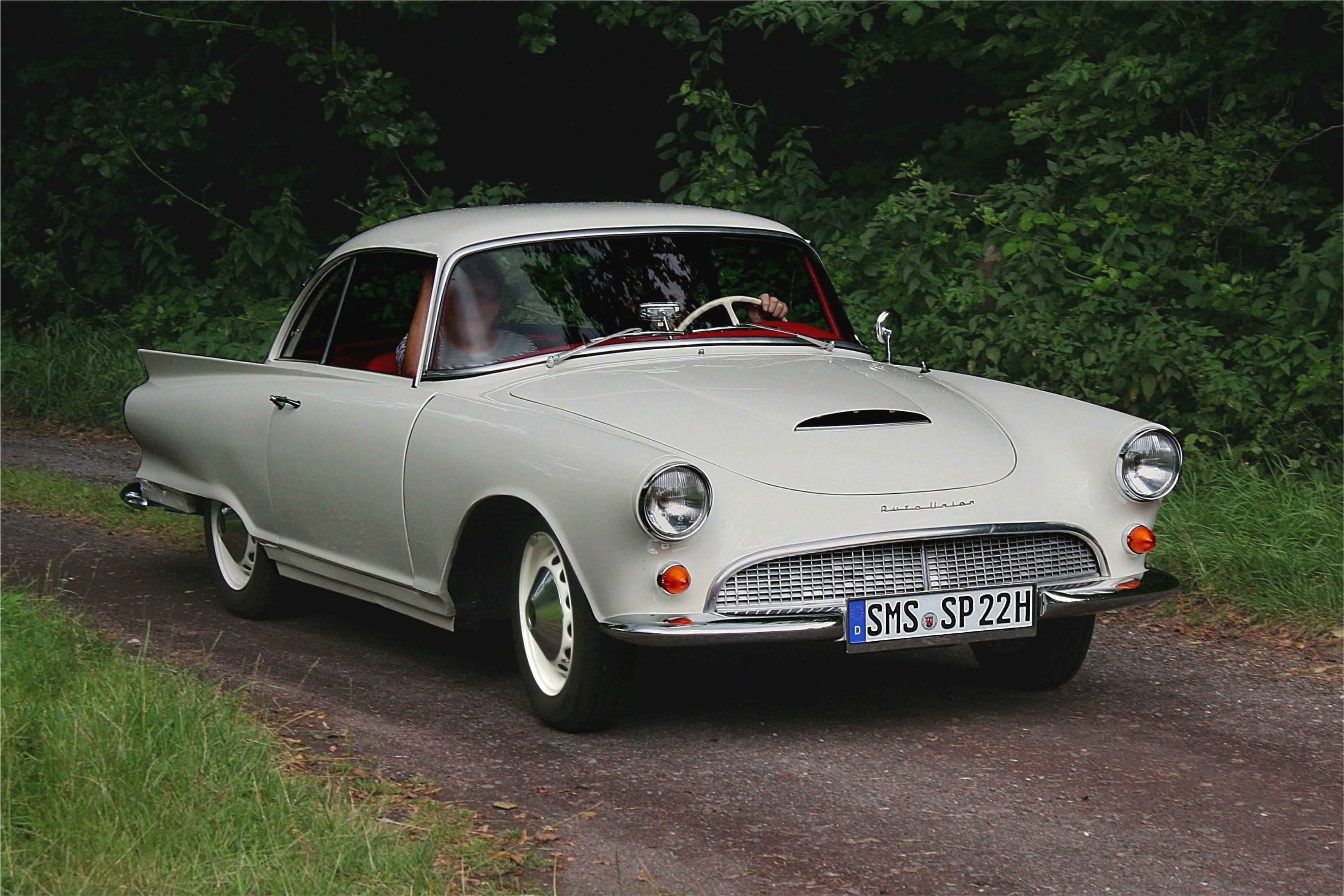
1000 Sp coupé

## Dane techniczne
|                                 | 2-drzwiowy sedan, 2-drzwiowe coupé                                           | 4-drzwiowy sedan                                                             | 'Sp’ hardtop, 'Sp’ kabriolet                                                 | ‘Universal’ 3-drzwiowe kombi                                                 | 'S’ 2-drzwiowy sedan, 'S’ 2-drzwiowe coupé                                   | 'S’ 4-drzwiowy sedan                                                         |
| ------------------------------- | ---------------------------------------------------------------------------- | ---------------------------------------------------------------------------- | ---------------------------------------------------------------------------- | ---------------------------------------------------------------------------- | ---------------------------------------------------------------------------- | ---------------------------------------------------------------------------- |
| Lata produkcji:                 | 1957–1960                                                                    | 1957–1960                                                                    | 1958–1965                                                                    | 1959–1962                                                                    | 1960–1963                                                                    | 1959–1963                                                                    |
| Silnik:                         | R3 (dwusuw), montowany wzdłużnie z przodu                                    | R3 (dwusuw), montowany wzdłużnie z przodu                                    | R3 (dwusuw), montowany wzdłużnie z przodu                                    | R3 (dwusuw), montowany wzdłużnie z przodu                                    | R3 (dwusuw), montowany wzdłużnie z przodu                                    | R3 (dwusuw), montowany wzdłużnie z przodu                                    |
| Średnica cylindra × skok tłoka: | 74 × 76 mm                                                                   | 74 × 76 mm                                                                   | 74 × 76 mm                                                                   | 74 × 76 mm                                                                   | 74 × 76 mm                                                                   | 74 × 76 mm                                                                   |
| Pojemność skokowa:              | 981 cm³                                                                      | 981 cm³                                                                      | 981 cm³                                                                      | 981 cm³                                                                      | 981 cm³                                                                      | 981 cm³                                                                      |
| Moc maksymalna:                 | 45 KM (33 kW) przy 4500 obr./min                                             | 45 KM (33 kW) przy 4500 obr./min                                             | 56 KM (41 kW) przy 4500 obr./min                                             | 45 KM (33 kW) przy 4500 obr./min                                             | 51 KM (37 kW) przy 4500 obr./min                                             | 51 KM (37 kW) przy 4500 obr./min                                             |
| Maksymalny moment obrotowy:     | 78,5 Nm przy 3000 obr./min                                                   | 78,5 Nm przy 3000 obr./min                                                   | 88,3 Nm przy 3500 obr./min                                                   | 78,5 Nm przy 3000 obr./min                                                   | 78,5 Nm przy 3000 obr./min                                                   | 78,5 Nm przy 3000 obr./min                                                   |
| Stopień kompresji:              | 7,25 : 1                                                                     | 7,25 : 1                                                                     | 8,2 : 1                                                                      | 7,25 : 1                                                                     | 7,25 : 1                                                                     | 7,25 : 1                                                                     |
| Układ zasilania:                | gaźnik Solex                                                                 | gaźnik Solex                                                                 | gaźnik Solex                                                                 | gaźnik Solex                                                                 | gaźnik Solex                                                                 | gaźnik Solex                                                                 |
| Układ chłodzenia:               | silnik chłodzony cieczą                                                      | silnik chłodzony cieczą                                                      | silnik chłodzony cieczą                                                      | silnik chłodzony cieczą                                                      | silnik chłodzony cieczą                                                      | silnik chłodzony cieczą                                                      |
| Skrzynia biegów:                | 4-biegowa manualna, dźwignia zmiany biegów zamontowana w kolumnie kierownicy | 4-biegowa manualna, dźwignia zmiany biegów zamontowana w kolumnie kierownicy | 4-biegowa manualna, dźwignia zmiany biegów zamontowana w kolumnie kierownicy | 4-biegowa manualna, dźwignia zmiany biegów zamontowana w kolumnie kierownicy | 4-biegowa manualna, dźwignia zmiany biegów zamontowana w kolumnie kierownicy | 4-biegowa manualna, dźwignia zmiany biegów zamontowana w kolumnie kierownicy |
| Instalacja elektryczna:         | 6V                                                                           | 6V                                                                           | 6V                                                                           | 6V                                                                           | 6V                                                                           | 6V                                                                           |
| Prędkość maksymalna:            | 130 km/h                                                                     | 120 km/h                                                                     | 140 km/h                                                                     | 120 km/h                                                                     | 135 km/h                                                                     | 125 km/h                                                                     |